# Ампілогов Володимир Федорович
Володи́мир Фе́дорович Ампіло́гов (нар. 19 вересня 1954, місто Сталіно, тепер Донецьк Донецької області) — український діяч, директор шахтоуправління імені газети «Правда» виробничого об'єднання «Донецьквугілля» Донецької області, директор державного підприємства «Укрдержбудекспертиза». Народний депутат України 2-го скликання.

## Життєпис
Народився у родині робітників.
У вересні 1971 — червні 1976 року — студент Донецького політехнічного інституту, гірничий інженер-будівельник.
У червні — серпні 1974 року — підземний прохідник шахти «Глибока» комбінату «Донецьквугілля». У червні — серпні 1975 року — підземний прохідник шахти «Прогрес» комбінату «Торезантрацит».
У жовтні 1976 — грудні 1978 року — підземний гірничий шахтар тресту «Донецьквуглебуд» шахтно-будівельного управління № 4.
У грудні 1978 — квітні 1980 року — заступник начальника дільниці підготовчих робіт, у квітні 1980 — січні 1986 року — начальник дільниці підготовчих робіт шахти № 12 «Наклонна» Донецької області. Член КПРС.
У січні — червні 1986 року — заступник головного інженера шахтоуправління «Красная Звезда» Донецької області.
У червні 1986 — березні 1987 року — головний інженер шахтоуправління імені газети «Правда» виробничого об'єднання «Донецьквугілля» Донецької області.
У березні 1987 — вересні 1994 року — директор шахтоуправління імені газети «Правда» виробничого об'єднання «Донецьквугілля» Донецької області.
У грудні 2006 — травні 2008 року — директор державного підприємства «Укрінвестекспертизи».
У жовтні 2008 — липні 2009 року — заступник директора державного підприємства «Укрдержбудекспертиза». У березні — червні 2010 року — радник директора філії державного підприємства «Укрдержбудекспертиза» в Одеській області. З червня 2010 року — директор державного підприємства «Укрдержбудекспертиза».

## Політична діяльність
Народний депутат України 2-го демократичного скликання з .04.1994 (2-й тур) по .04.1998, Пролетарський виборчий округ № 116, Донецька область. Голова підкомітету з питань будівництва, архітектури та інвестицій Комітету з питань базових галузей та соціально-економічного розвитку регіонів. Член (уповноважений) депутатської фракції «Соціально-ринковий вибір».
У вересні 1994 — квітні 1995 року — радник Прем'єр-міністра України (на громадських засадах).
У червні 1998 — грудні 2006 року — 1-й заступник голови ради Міжнародної спілки українських підприємців.
Віце-президент Ліберальної партії України (ЛПУ) (лютий 1995 — січень 1996), член виконкому ЛПУ (січень 1996 — квітень 1997). Був 1-м заступником голови Трудової партії України (з червня 2004 року); заступником голови Партії Свободи.

## Нагороди та відзнаки
- орден «За заслуги» III ступеня (.06.1997)[1]